# Посо-де-Альмогера
Посо-де-Альмогера (ісп. Pozo de Almoguera) — муніципалітет в Іспанії, у складі автономної спільноти Кастилія-Ла-Манча, у провінції Гвадалахара. Населення — 131 особа (2010).
Муніципалітет розташований на відстані близько 60 км на схід від Мадрида, 34 км на південь від Гвадалахари.

## Демографія
Динаміка населення (INE ):